# Stenomacrus terebrator
Stenomacrus terebrator är en stekelart som beskrevs av Per Abraham Roman 1934. Stenomacrus terebrator ingår i släktet Stenomacrus och familjen brokparasitsteklar. Inga underarter finns listade i Catalogue of Life.